# Drei Schwestern
Pour les articles homonymes, voir Trois sœurs.
Les Drei Schwestern ou Trois Sœurs sont trois sommets de la chaîne de montagne du Rätikon, dans l'est des Alpes centrales. Le pic principal est appelé la Grande Sœur, à 2 051 ou 2 053 m d'altitude. La Moyenne Sœur au sud-ouest atteint 2 047 m et la Petite Sœur au nord-est atteint 2 034 m.
Les Drei Schwestern marquent la frontière entre le village de Frastanz, dans le Land autrichien du Vorarlberg et le village de Planken au Liechtenstein.

## Accès
La zone est accessible depuis un grand nombre de sentiers, depuis le col de Saroja, au nord, ou  le Fürstensteig, « chemin des Princes », depuis Galfei.
L'accès est possible depuis Planken, Nendeln ou Tisis via la Gafadura Hütte (1 428 m), à l'ouest ou depuis Tisis, Feldkirch, Frastanz, via la Feldkircher Hütte (1 200 m), au nord.
La partie finale des sentiers reste assez difficile, classée chemin alpin, avec des échelles et des câbles métalliques ancrés dans la roche.